# Bovera
Bovera är en kommun i Spanien.   Den ligger i provinsen Província de Lleida och regionen Katalonien, i den östra delen av landet, 400 km öster om huvudstaden Madrid. Antalet invånare är 315. Arean är 31 kvadratkilometer. Bovera gränsar till La Granadella och Flix. 
Terrängen i Bovera är platt åt sydost, men åt nordväst är den kuperad.